# Baruta
Baruta (formellt Nuestra Señora del Rosario de Baruta) är en förort till Caracas och kommun i norra Venezuela och är belägen i delstaten Miranda. Folkmängden i centralorten uppgick till cirka 160 000 invånare vid folkräkningen 2011. Baruta är en av fem kommuner som ingår i Distrito Metropolitano de Caracas, med vissa administrativa funktioner lokaliserade i Caracas.

## Administrativ indelning
Kommunen är indelad i tre socknar (parroquias):
- El Cafetal
- Las Minas de Baruta
- Nuestra Señora del Rosario de Baruta